# Wikov 35
Wikov 35 byl druhým automobilem původní konstrukce, který vznikl v akciové společnosti Wikov (Wichterle a Kovářík), československého výrobce hospodářských strojů, traktorů, lokomotiv, stabilních spalovacích i elektrických motorů a také automobilů. Automobil Wikov 35 byl vyráběn v letech 1930–1934 v několika variantách podvozků a karosérií.

## Vznik a vývoj
Wikov 35 koncepčně vycházel z předchozího typu Wikov 7/28, ale byla na něm uplatněna řada nových prvků a vylepšení. Konstruktéři Wikovu pod vedením ing. Boleslava Hanzelky (1890–1961) pozorně sledovali vývoj ve světě podporováni vedením automobilky, kterou řídili Ing. František Kovářík (1903–1975), syn Ing. Josefa Kováříka a Eugen Wichterle (1903–1950), syn Lamberta Wichterleho. Sama automobilka rozdělila svoje zákazníky na tři kategorie: na ty, kteří autu skutečně rozumí, na ty, kteří si to mohou dovolit a do třetice na ty, kteří chtějí dokonalý vůz.
Nový vůz byl představen veřejnosti v říjnu 1930 na XXII. mezinárodní výstavě automobilů v Praze. Současně s ním byl představen i příbuzný typ luxusní Wikov 70 s osmiválcovým motorem. Wikov 35, kterým továrna překvapila veřejnost, byl zmodernizován použitím hydraulických brzd Lockheed i jinými novinkami, které jen potvrdily známou kvalitu a trvanlivost vozu. Automobil byl poháněn novým čtyřválcem OHC s objemem válců 1743 cm3. Blok motoru byl odlit z hliníkové slitiny, vačkový hřídel v hlavě byl naháněn trojitým řetězem. To byly zásadní novinky, které ho odlišovaly od předchozího Wikov 7/28.

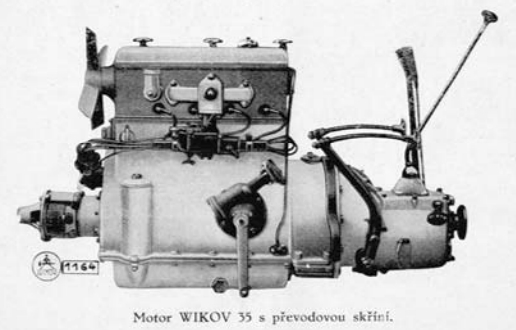
Wikov 35, motor (1933)

V roce 1931, na podzimním pražském autosalonu, představila firma Wikov na podvozku Wikov 35 sportovní automobil futuristických tvarů s proudnicovou karosérií Wikov 35 Kapka, který mohl vylekat nejednoho konzervativního automobilistu. Byl to první československý aerodynamický vůz. Byly vyrobeny pravděpodobně pouze 3 vozy, které se navzájem lišily různými drobnými úpravami (někdy se uvádí až pět vyrobených vozů). Důvodem neúspěchu Kapky bylo pravděpodobně kromě divokého vzezření také nevýrazné zvýšení maximální rychlosti oproti standardním Wikovům 35 (o 10 km/h na 110 km/h), ani spotřeba se výrazněji nesnížila. Zmenšení odporu vzduchu, který je úměrný druhé mocnině rychlosti, se tedy neprojevilo nijak výrazně. A tomu se nelze snad ani divit, aerodynamická karoserie pětatřicítky byla o poznání těžší než ta její „obyčejná“. Největší podíl na tom měla váha vozu 1 200 kg, což bylo o 100 kg více, než v případě modelu Wikov 35. Za tento markantní nárůst hmotnosti mohla právě aerodynamická karoserie. Přesto Kapka zaujímá významné místo v českém průmyslovém designu. V roce 2015 proběhla stavba karoserie na original podvozku č606, která byla postavena podle původních plánů, fotografií a z původně použitých materiálů. Tento vůz bývá k vidění i na různých veteránských akcích a výstavách. Trvale je Wikov 35 Kapka vystavena v olomoucké Veteran Aréně.

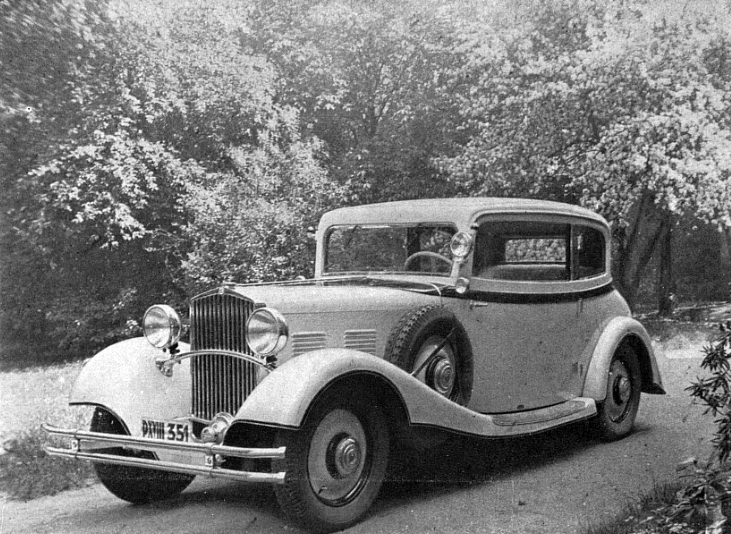
Wikov 35, tudor zvaný Labuť (Salon, říjen 1931)

V prodeji motorových vozidel se v roce 1932 automobilce Wikov ne příliš dařilo. Za celý rok 1932 prodala jen 81 osobních automobilů, celkem vč. nákladních vozů a autobusů 112. Mezi československými výrobci osobních motorových vozidel skončila na 7., posledním místě za Tatrou (3045), Pragou (2531), Škodou (1709), Aerem (1285), Zetkou (350) a Waltrem (217). Situace v prodejích se nelepšila ani v následujících letech. V roce 1932 bylo prodáno 54 osobních automobilů a v roce 1934, kdy výroba tohoto modelu končila, potom 58 automobilů.

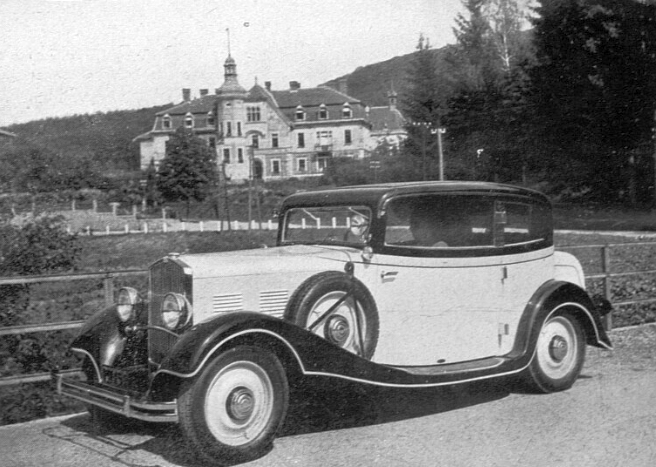
Wikov 35 (Měsíc, prosinec 1932)

## Motor
Zážehový, kapalinou chlazený čtyřválcový řadový motor s rozvodem OHC o objemu válců 1 743 cm³ (vrtání ø 72 mm, zdvih 107 mm) dával výkon 27,2 kW/35 k (odtud název typu) při 2 800 ot/min. Maximální točivý moment byl 114 Nm při 1600 ot/min a stupeň komprese 5,2. V komentářích bylo zmíněno, že motor "táhne" stejně dobře jak při vyšších otáčkách (nad 3000 ot/min), tak i při obrátkách velice nízkých. Vodou chlazený motor v bloku s převodovkou byl umístěn vpředu ve třech bodech na pružných gumových podložkách a poháněl kola zadní nápravy. Spojka byla jednokotoučová, suchá a převodovka s pomocnou ruční brzdou byla třístupňová se zpátečkou. Ve spalovacím prostoru  se nacházely zalisované vložky válců z kalené oceli vyhlazené jemným broušením (honováním). Díky tomu měly motory velmi solidní výkon a současně značnou výdrž. Rychlosti a pružnosti chodu motoru se nedocílilo velikým obsahem, velkou spotřebou paliva, nýbrž konstrukcí motoru s ideálním tvarem a opracováním kompresního prostoru (patent Wikov), s visutými ventily a s vačkovým hřídelem ve snímatelné hlavě válců. Vačkový hřídel s protizávažími byl uložen ve třech ložiscích a byl pečlivě staticky i dynamicky vyvážen. Hřídel byl poháněn válečkovým, třířadovým řetězem s ručním nebo automatickým napínáním. Oproti typu 7/28 se výfukové potrubí přemístilo z levé strany motoru na pravou a nalevo bylo sání. Karburátor byl osvědčené značky Zénith TD nebo Solex AVR, k němuž palivo teklo z nádrže gravitačním spádem. Palivová nádrž o objemu 40 l byla umístěna vpředu pod kapotou. Dvoucestný kohout hlídal rezervu 6 l paliva.
Metalurgicky a konstrukčně se motor od předchozího typu příliš nezměnil. Blok motoru a víko klikové skříně byly odlity ze slitiny hliníku a křemíku (silumin), písty se odlévaly z elektronu (slitina z 90 % hořčíku a 10 % hliníku). Motorový blok byl vybaven zalisovanými ocelovými vložkami, které byly kaleny a cementovány. Ojnice byly vykovány v zápustkách pro změnu z duralu (slitina tvořená z více než 90 procenty hliníkem, zhruba pěti procenty mědi a malými přísadami hořčíku či manganu). Z „těžšího“ materiálu byla pouze litinová hlava válců.
Mazání motoru (tlakové, cirkulační, nádržka na 6–8 l) zajišťovalo zubové čerpadlo s plnoprůtokovým plstěným filtrem. Spotřeba benzínu 9–11 l/100 km u "lehčích" variant a 10–12 l/100 km u limuzín. Spotřeba oleje v rozmezí 0,17–0,2 kg/100 km. Termosifonový chladicí systém s objemem chladiva 20 l byl podporován větrákem, umístěným na předním konci vačkového hřídele. Čelnímu pohledu na vůz dominoval střechovitý voštinový chladič, později chladič se svisle mřížovanou chromovanou maskou a dvojicí světlometů upevněných na vzhůru prohnuté trubce.

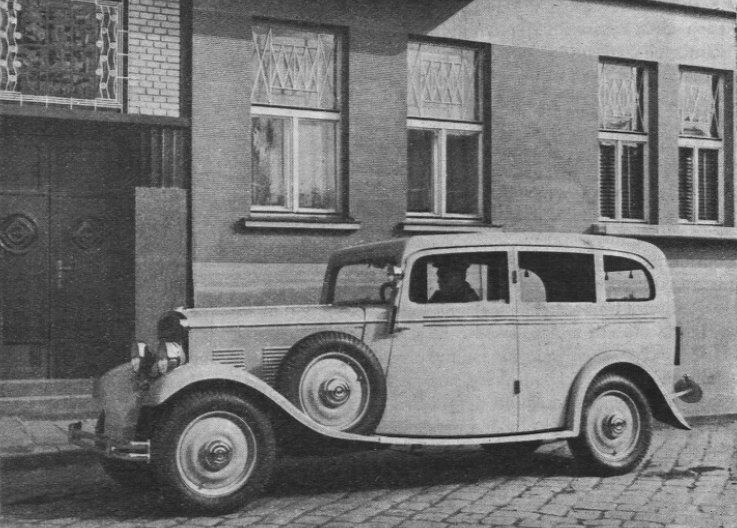
Wikov 35, limuzína (Auto, květen 1933)

Elektrická souprava pracovala s napětím 12 V (2 akumulátory 6 V) a skládala se z dynama, startéru, baterie o kapacitě 60 Ah, zapalovacího zařízení (rozdělovač Bosch VE4 AS32, cívka Bosch TA 12CL) a osvětlení. Dynamo se nalézalo na boku motoru a jeho průběžný hřídel poháněl i vodní čerpadlo a kompresor na huštění pneumatik. Hmotnost motoru s olejovou náplní byla asi pouze 135 kg.

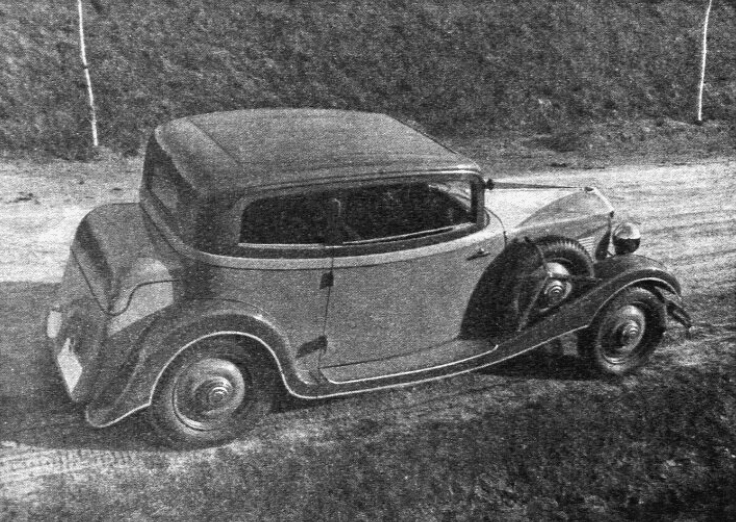
Wikov 35, conduite intérieure (Auto, květen 1933)

## Podvozek
Tyto automobily na rozdíl od Wikovu 7/28 měly již levostranné řízení se šnekovým soukolím (volant umístěn vlevo). Návrh řádu silniční a cestní policie, vypracovaný ministerstvem veřejných prací, že řidiči vozidel všeho druhu atd. jsou povinni používati pravé strany silnice ve směru své jízdy, se již v té době projednával v parlamentu. V roce 1932 se v Evropě mimo Maďarska a Anglie jezdilo již jen vpravo. Že tento zákon „vstoupil“ v platnost až v pohnutých, březnových dnech 1939, není vina firmy Wikov.

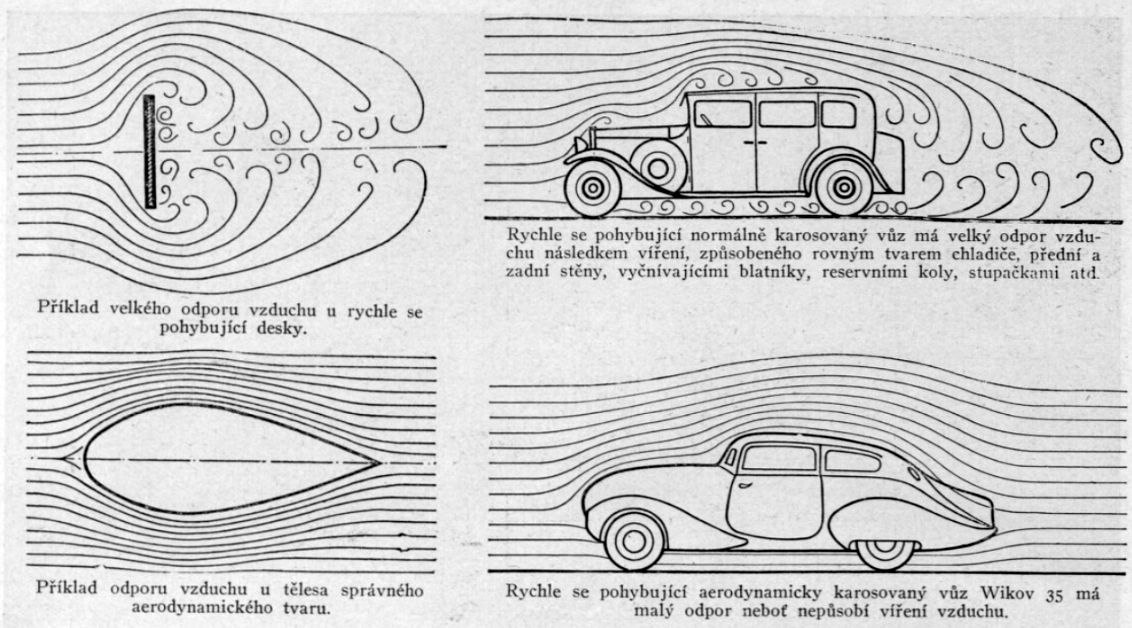
Wikov 35 Kapka a její aerodynamika (Auto, listopad 1931)

Obdélníkový rám byl vybaven centrálním mazáním všech kluzných míst podvozku. Standardem se stalo výkyvné spojení mezi převodovkou a rozvodovkou spojovacím hřídelem s kovovými křížovými (tzv. Kardanovými) zapouzdřenými klouby. Vůz měl klasicky stavěný podvozek s tuhými nápravami vpředu i vzadu, odpruženými podélnými půleliptickými listovými péry doplněnými olejovými (hydraulickými) tlumiči pérování. Přední náprava vykovaná v zápustce do průřezu I z chromniklové oceli. Zadní náprava typu "banjo" byla z lisovaných plechů. Diferenciál v zadní nápravě měl kuželové soukolí. Podvozek z lisovaného ocelového plechu byl vybaven kapalinově ovládanými bubnovými brzdami Lockheed na všech čtyřech kolech. Ruční brzda nepůsobila zprvu na zadní kola, ale byla pásová a působila na kloubový hřídel za převodovkou. Později bylo použito standardní řešení s působením na zadní kola. Řízení s pérovým tlumičem nárazů bylo u všech typů bylo šnekové, bez posilovače. Aby se do volantu nepřenášely nárazy, byla mimo pérového tlumiče namontována v táhlu řízení i tlumící, pružná spojka v hřídeli volantu.
Ve srovnání s typem 7/28 byly v převodovce nově odstupňovány převody, rozvodovka v zadní nápravě měla „delší“ stálý převod. Kola nesla pneumatiky o rozměru 5,50–8", původně 14×45. Mimo standardních diskových, plných kol byly některé vozy vybaveny loukoťovými nebo drátěnými koly Rudge-Whitworth. Drátová kola měla snímatelný ráfek systému Bibendum a pneumatiky Michelin Confort rozměru 14×45.

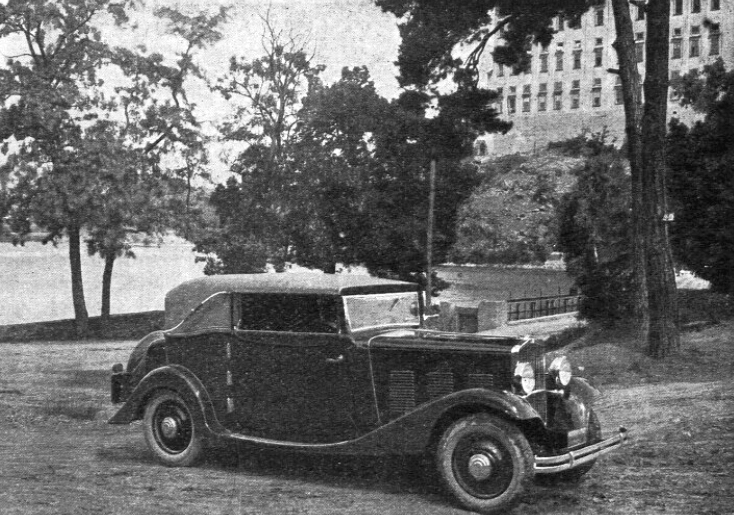
Wikov 35, kabriolet (Auto, květen 1933)

Podvozek byl vyráběn ve dvou provedeních, s rozvorem 2800 mm (krátký) a 3000 mm (dlouhý), rozchod kol vpředu i vzadu 1280 mm. Hmotnost samotného podvozku činila 750–850 kg. Hmotnost s otevřenou karoserií 1100 kg, s uzavřenou 1320 kg.

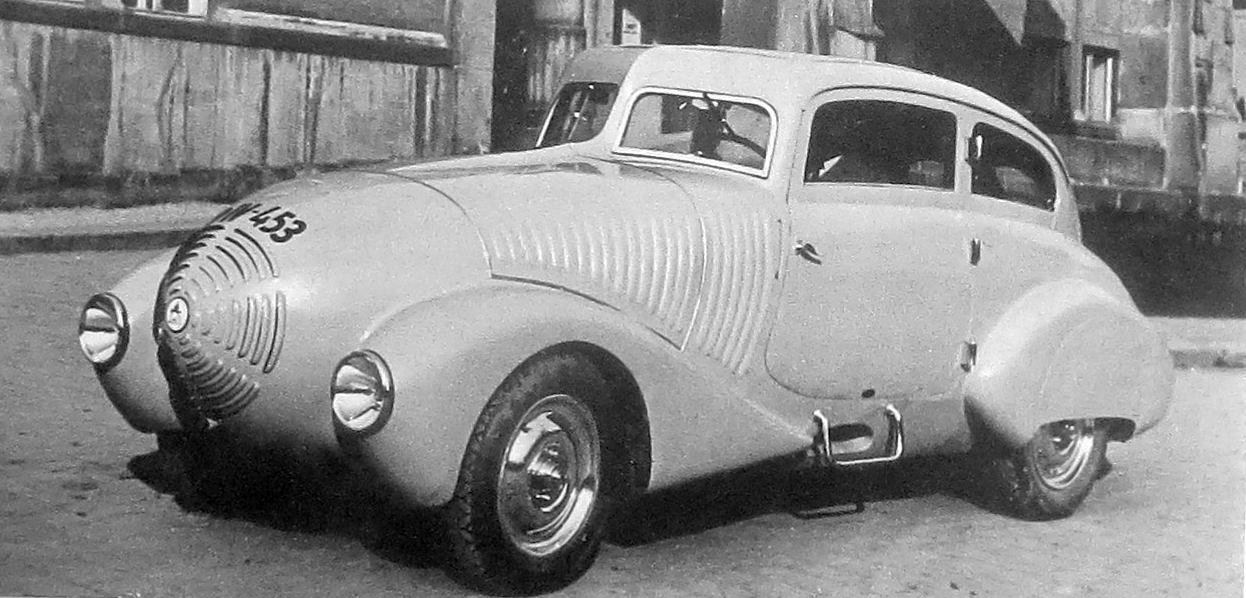
Aerodynamický vůz Wikov 35 Kapka

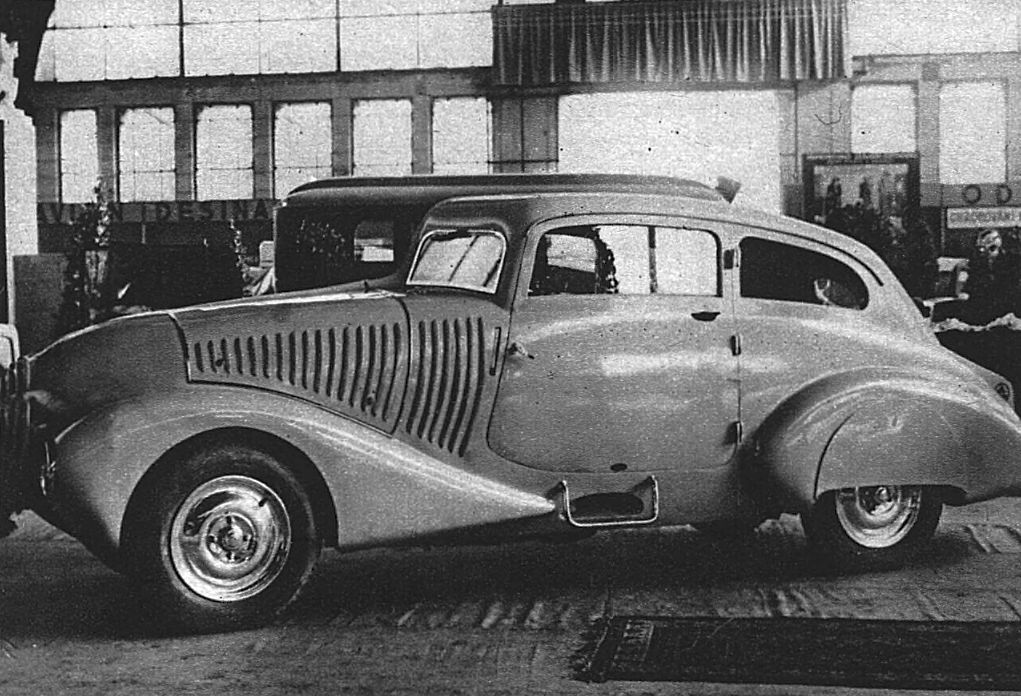
Wikov 35 Kapka na pražském autosalonu (1931)

## Karoserie
Karoserie vozů Wikov 35 byly přizpůsobeny rychlému podvozku a měly lehce sportovní nádech při zachování elegantního vzhledu, který byl podpořen barevným provedením karoserií. Karoserie s dřevěnou kostrou byla potažena slabými plechy. Vozy měly pevnou dřevěnou střechu, lehce oplechovanou (tzv. smíšená konstrukce) a elegantní masku chladiče, zakrývající ručně ovládané žaluzie. V prvním roce výroby (1930) byla karoserie ještě dosti "hranatá, od roku 1931 přešel Wikov k líbivějším zaobleným tvarům. Oproti typu 7/28 byly zjemněny některé detaily tvaru, např. zaoblením chladiče, který se později i "zešikmil" dostal chromovanou masku se svislými mřížkami. V dolní části chladiče vyčníval chromovaný kuželovitý nátrubek s kruhovou přírubou a otvorem pro ruční roztáčení motoru klikou. Reflektory byly spojeny vodorovnou nebo mírně vzhůru prohnutou trubkou. Na všech modelech byla rezervní kola umístěna na bocích vozu, v prolisu předních blatníků, které byly protaženy až na úroveň předních dveří. Vůz byl uzpůsoben pro přepravu 2–6 cestujících. Vyráběn byl s dvoudveřovou i čtyřdveřovou karosérií. Sedan se splývavou zádí s náznakem vertikálního křidélka byl nazýván "Helma". Hmotnost faetonu byla 1,1–1,5 t a limuzíny 1,32–1,38 t.

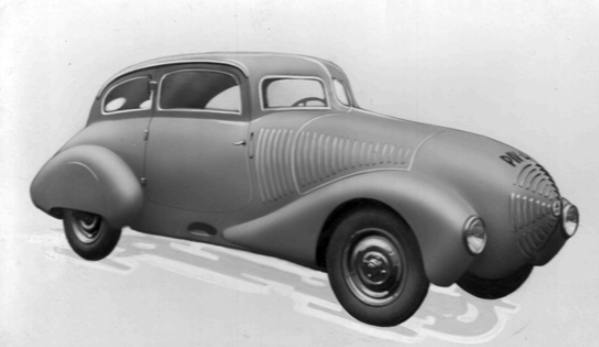
Wikov 35 Kapka (Auto, listopad 1931)

Otevřený čtyřsedadlový faeton Wikov 35 stál počátkem třicátých let minulého století 53 000 Kč, dvousedadlový roadster s nouzovým sedátkem pro dvě osoby téhož typu nabízela automobilka za 54 000, čtyřsedadlovou čtyřdveřovou limuzínu za 64 000, čtyřsedadlový coach za 65 000 Kč. Vozy conduite intérieure (tudor), zvaný „Labuť“, dvousedadlový kabriolet (s příležitostným sedadlem v zavazadlovém prostoru) a šestisedadlová limuzína s dělicí stěnou byly za 68 000, landaulet za 69 000 a šestimístná luxusní limuzína se šikmým předním sklem za 70 000 Kč. Ve „strojovně“ pražského výstaviště vystavovala v roce 1931 automobilka Wikov i „rychlododávkové“ vozy na užitečné zatížení 800—1000 kg s přizpůsobeným podvozkem vozu Wikov 35. Později byl na upraveném podvozku stavěn i nákladní vůz o nosnosti 1,5–2 tuny, který se odlišoval mimo rámu přiměřeně dimenzovanou zadní nápravou s dvojnásobným převodem v rozvodovce, čtyřstupňovou převodovkou a samočinným stavěním čelistí kapalinových brzd.
Wikov 35 Kapka byl představen veřejnosti na pražském autosalonu na podzim 1931, s proudnicovou karoserií byl v březnu 1933 nabízen za 75 000 Kč. Kromě Kapky měl vůz také přezdívku Krasin (dle sovětského ledoborce) a Kapucín. Wikov 35 Kapka byl čtyřsedadlový dvoudvéřový sedan se čtyřmi spouštěcími okny. Tvar celého vozu byl kapkovitý se šikmou přední stěnou. Přední okno bylo dělené, šípovitě lomené. Příď oválného průřezu připomínala torpédo, měla v podstatě kruhový průřez a byla vpředu kapkovitě zaoblena. Zde byly vytvořeny soustředné ventilační otvory, jimiž proudil vzduch k chladiči a k motoru a vystupoval svislým žebrováním na bocích motorové kapoty nad blatníky. Kola byla ukryta v blatnících gondolovitého tvaru, do nichž byly ponořeny i světlomety. Zadní kola byla zakryta bočními kryty. Zvolna spadající zadní část karoserie se dvěma malými kulatými okénky byla rozčleněna stabilizační plochou, přecházející v zaoblenou vodorovnou odtokovou hranu, na níž plynule navazovaly zadní kapkovité blatníky. Kufr na zavazadla a na obě náhradní kola byl v zadní části vozu, která vybíhala do špičky s elegantní svislou, kýlovitou ploutví. Kufr byl přístupný zevnitř vozu po odklopení zadních opěradel. Tehdy obvyklou plochou stupačku mezi předními a zadními blatníky nahrazovala krátká chromovaný tyč s příslušným vybráním v karoserii pro špičku nohy. Jen závěsy dveří a kliky vystupovaly nad obrys karoserie a částečně rušily čistotu proudění vzduchu. Aerodynamickému tvaru karoserie nebyl bohužel přizpůsoben ani spodek vozidla.
Některé vozy Wikov 35 dostaly z karosárny Lepil v Rousínově speciální, mírně aerodynamické karoserie, v podstatě standardní vzhled Wikovu 35 se šikmou, splývavou zádí.
Standardní Wikovy 35 dosahovaly rychlosti 95–100 km/h, aerodynamická Kapka 110 km/h.

## Sportovní úspěchy
Automobilka moravských akciových továren Wichterle & Kovářík považovala za největší přednost svých vozů vysokou provozní spolehlivost a velký výkon, kterého dosahovaly zásluhou pokrokového konstrukčního řešení motorů. Tyto oceňované a tehdy výjimečné vlastnosti prokazovala dosaženými vítězstvími a předními umístěními v řadě soutěží spolehlivosti a v soutěžích elegance.
V letech 1931 a 1932 se automobilka Wikov zúčastnila soutěží elegance Concours ď Élégance v Luhačovicích a v Brně, kde její přihlášené vozy získaly nejvyšší ocenění, zlatou stuhu nebo první cenu. V roce 1931 na Concours d’ Élégance v Brně získal kabriolet Wikov 35 první cenu a limuzína Wikov 70 nejvyšší uznání — zlatou stuhu. S Wikovem 70 se soutěže zúčastnil sám ing. Wichterle. Wikov 35 Kapka se úspěšně zúčastnil soutěže elegance, která se konala v srpnu 1932 v Luhačovicích. Automobilové dny v Luhačovicích, pořádané brněnským Československým Autoklubem pro Moravu a Slezsko (ČAMS) 13. a 14. srpna 1932, se plně vydařily. Měly krásné počasí a velkou návštěvu. Zvláště bohatě obeslaná Concours ď Élégance, která se odbývala v druhý den dopoledne, se těšila plné pozornosti jak návštěvníků, kteří sem za tím účelem přijeli, tak i stálých lázeňských hostů. V této soutěži elegance se skvěle umístily zejména prostějovské vozy Wikov. Šest přihlášených Wikovů totiž získalo pět prvních cen a jednu cenu druhou. Aerodynamický Wikov 35 Kapka obdržel I. cenu za své originální řešení a vzácné pohodlí. Další dva vozy Wikov 35 s dvoudveřovou uzavřenou karoserií pak byly poctěny ještě nejvyšším uznáním — zlatou stuhou. Jedním z nich byl conduite intérieure Wikov 35, přihlášený Františkem Wichterlem, velkostatkářem ze Slavičína, který upoutal aerodynamicky řešenou zadní částí karoserie (toto provedení se nazývalo "Helma") a získal I. cenu a zlatou stuhu. Soutěži elegance předcházela hvězdicová jízda ČAMS do Luhačovic, jíž se zúčastnilo 65 vozidel, z nichž bylo 42 automobilů, 9 sidecarů a 14 motocyklů. Bez trestných bodů dojelo 54 jezdců. Z nich byla značka Wikov a Tatra zastoupena 6 vozy, Praga 5, Walter 3, Škoda 3 a Aero 2 vozy. Všichni účastníci hvězdicové jízdy byli odměněni plaketami. Soutěž byla ukončena v Luhačovicích automobilovým turnajem s jízdou zručnosti, kde Eugen Wichterle na Wikovu 35 zajel skvěle a umístil se prvním místě, děleném s Karlem Divíškem na Z 9. Jezdilo se spletitě po vyznačených liniích, také mezi lahvemi a jezdci museli i při zastávce nahazovat kroužky. Finále soutěže přihlíželo na 5000 diváků.

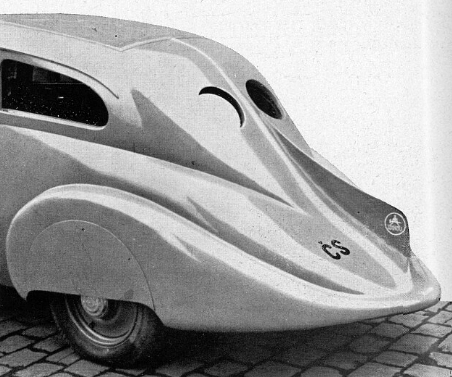
Wikov 35 Kapka, charakteristická záď vozu (Světozor, prosinec 1933)

V 1. ročníku Auto-Moto rallye do Vysokých Tater (Mezinárodní hvězdicová jízda 1930), kterou pořádal Slovenský Motorklub Bratislava, zvítězil Adolf Szczyzycki se spolujezdcem ing. Quido Weissem na novém faetonu Wikov 35 se zaplombovaným motorem a dalšími částmi vozu. Absolvoval nejdelší trať – oficiálních 8687 km za 14 dnů devíti státy Evropy. Ve skutečnosti kvůli různým zajížďkám ujetá vzdálenost činila téměř 10 000 km. Stal se držitelem putovní ceny a ceny společnosti Vacuum Oil Company (nyní ExxonMobil) za nejlepší výkon. V červnu 1931 tovární jezdec Adolf Szczyzycki na Wikov 35 si vítězství v II. ročníku mezinárodní Auto-Moto rallye do Vysokých Tater zopakoval. Za 17 dnů šestkrát projel Československo křížem krážem a celkem ujel 12 737 km. Jeho trasa procházela nejen Čechami a Moravou, ale i Slovenskem a Podkarpatskou Rusí, kde – jak bylo známo – byly silnice v nezáviděníhodném stavu. V cíli po závěrečné etapě z Bratislavy na Štrbské pleso zaslouženě získal putovní 1. cenu , a to do trvalého užívání, neboť zopakoval vítězství z I. ročníku této rallye a splnil tak podmínku pořadatelů. Socha Jana Žižky, věnovaná pediatrem prof. dr. Jiřím Brdlíkem, mu zůstala definitivně natrvalo. Mimo to získal I. cenu Slovenského Motorklubu, cenu Lidových novin (socha Vítěz od akademického sochaře Dvořáka) a stříbrný pohár firmy Bosch za nejlepší výkon domácího vozidla s Boschovým osvětlením. V porovnání s rokem 1930, kdy dálkovou jízdu absolvoval po devíti evropských státech a měl při cestě 5 defektů pneumatik, tak při cestování jen po Československu v roce 1931 měl defektů 34.
"Senzací" akce Soutěž spolehlivosti Moravou byla účast automobilu Wikov 35 Kapka. V polovině dubna 1932 Wikov 35 Kapka a řidič Adolf Szczyzycki úspěšně absolvovali dvoudenní, 793 km dlouhou, kterou uspořádal ČAMS. Této soutěže se účastnilo celkem 6 vozů Wikov ve dvou tříčlenných týmech (3× Wikov 35 vč. 35 Kapka a 3× Wikov 7/28) a všechny dokončily soutěž bez trestných bodů. Wikov tak získal 2 týmové ceny za oba tříčlenné týmy a jezdci 6 plaket. Ve dnech 15.–16. května 1932 se uskutečnil I. ročník (a poslední ročník) dvoudenní soutěže Slovenská osma. Soutěže, kterou uspořádaly Klub slovenských automobilistov a Slovenský Motorklub, se zúčastnilo 49 posádek automobilů a motocyklů. Trať Slovenské osmy byla dlouhá 1015 km. Startovat k ní bylo možno v sídle kteréhokoliv z pořádajících klubů. Tedy v Bratislavě (32 jezdců), Košicích (6), v Žilině (8) nebo v Banské Bystrici (3). Tyto navzájem se protínající trasy vytvářely jakousi „osmu“. Jak bylo v Národních listech trefně zmíněno, tímto uspořádáním se soutěž stala zpravodajsky trochu nepřehlednou. Do cíle dojelo na "pozlacenou" 21 automobilů. Pozlacenou plaketu v kategorii vozů do 2 l získal i Jaroslav Konečník na Wikovu 35.
V roce 1933 startovaly dvě posádky (Jar. Konečník – Jan Hamal, Ad. Szczyzycki – Fr. Kudláček) s Wikovy 35 Kapka v I. ročníku závodu 1000 mil československých (10.–11. června). Oba automobily měly namontován motor z typu Wikov 40 o objemu válců 1960 cm³. Ani jeden vůz soutěž nedokončil, Konečník odpadl po 1290 km před Hodonínem a Szczyzycki ve IV. etapě před Brnem po odjetí 1361 km z celkových 1600 km. V třídě do 2000 cm³ startovala i posádka ing. Weinfurter – Jan Jeřábek s Wikovem 35. Posádka sice soutěž dokončila, ale až po časovém limitu, a proto nemohla být klasifikována.
Tovární jezdec Adolf Szczyzycki obdržel za svoje výkony na automobilech Wikov za rok 1932 stříbrný odznak Sportovní komise Autoklubu Republiky Československé. Spolu s ním byli mj. oceněni Bohumil Turek, Antonín Vitvar, Zdeněk Pohl a Bruno Sojka. 

## Dochované exempláře
Největší sbírkou vozů Wikov 35 se pyšní Veteran Arena v Olomouci. Uvádí se, že se do současnosti dochovalo pouze 6 automobilů, z nichž 5 je právě v Olomouci. Jeden z nich, šestimístný sedan z roku 1931 s původním interiérem a výdřevou karoserie se dražil s vyvolávací cenou 1,8 mil. Kč na aukci při Prague Car Festival 2022 (Retro Garáž). Tento Wikov 35 pouze podstoupil opravy mechanických částí, zejména motoru a podvozku, dále pak laku

## Galerie

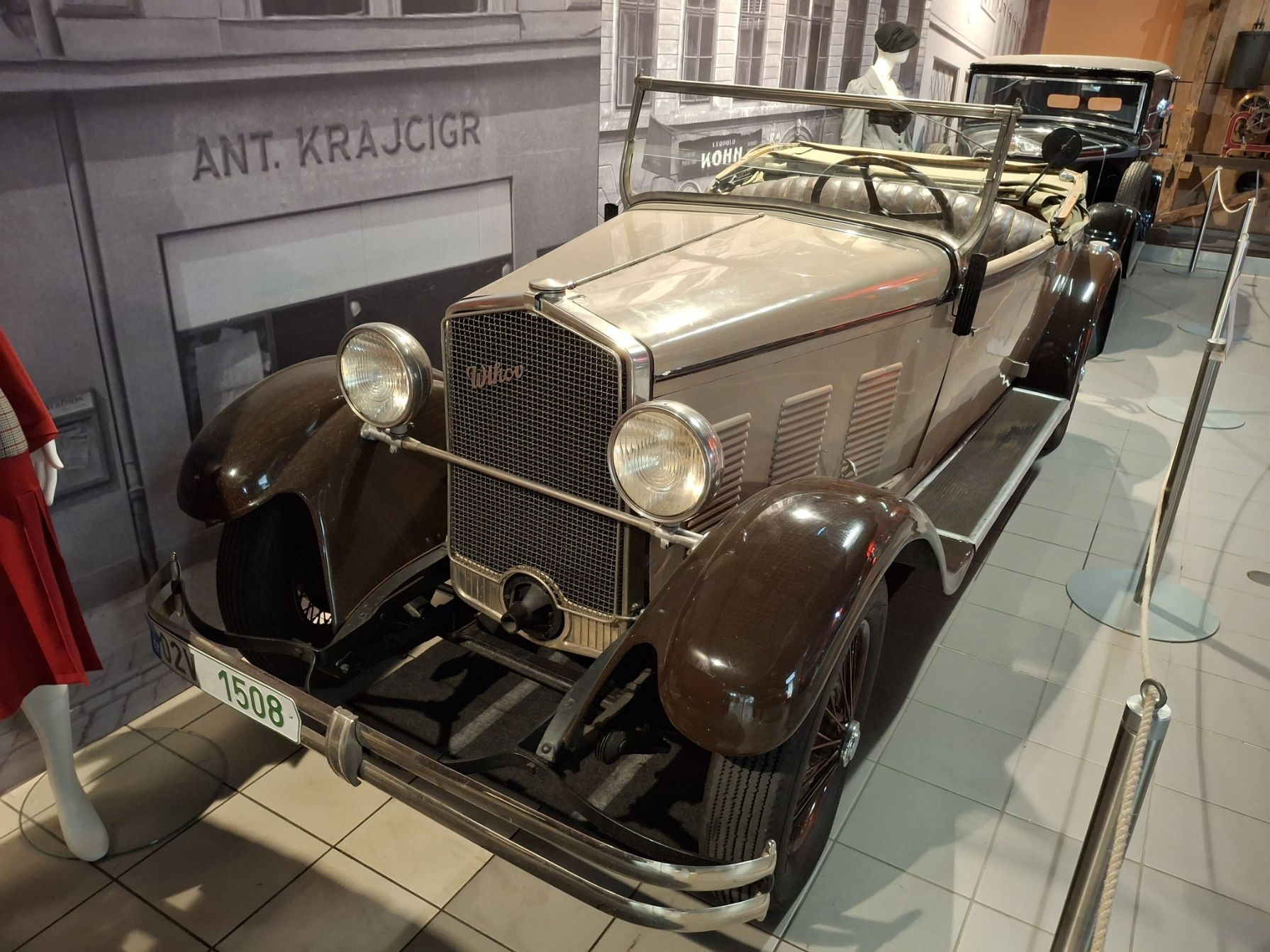
Wikov 35, roadster 1930 (TM Brno 2024)
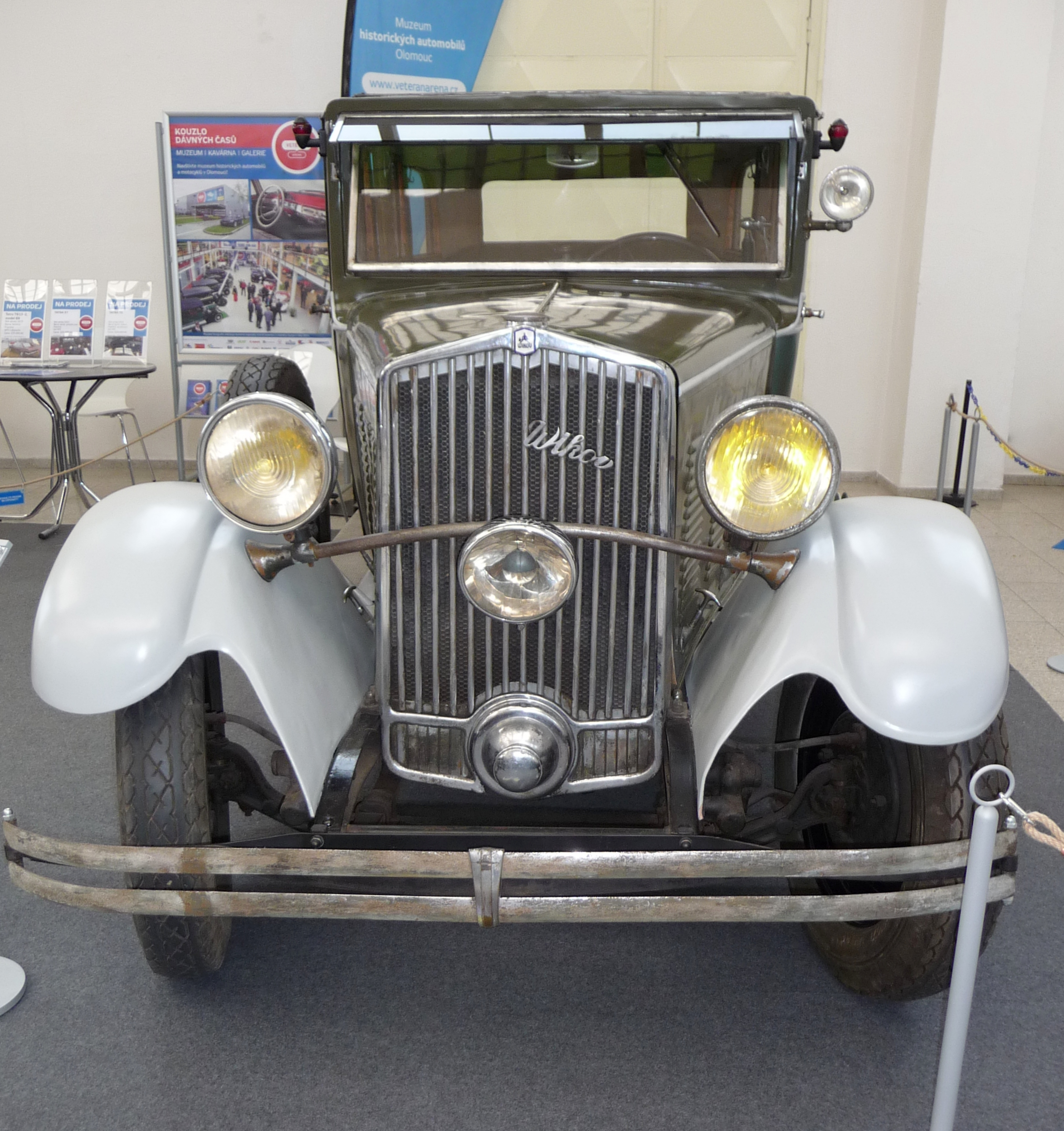
Wikov 35, sedan (1931) na Classic Show Brno 2011
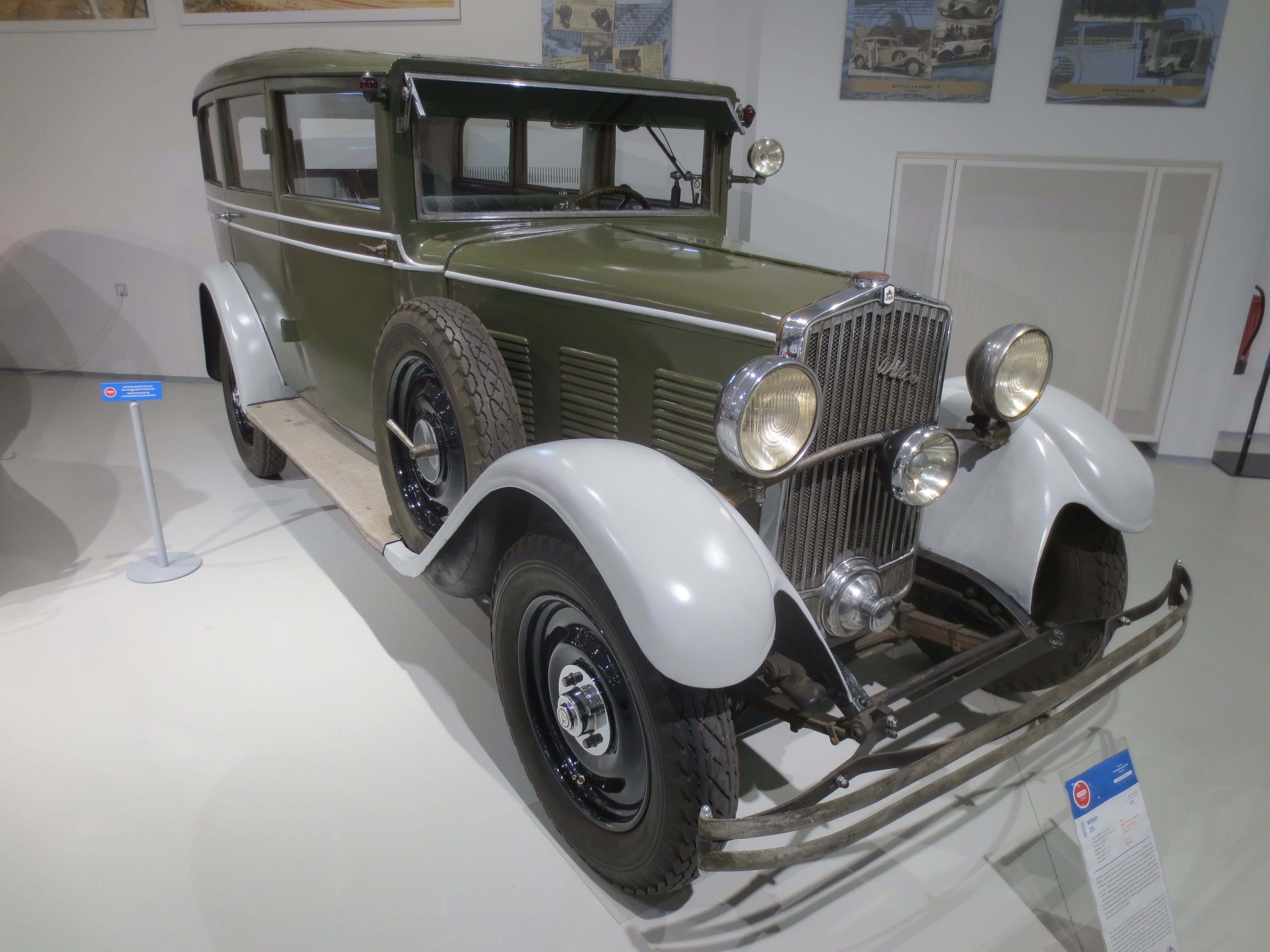
Wikov 35, sedan (1931), Veteran Aréna Olomouc (2021)
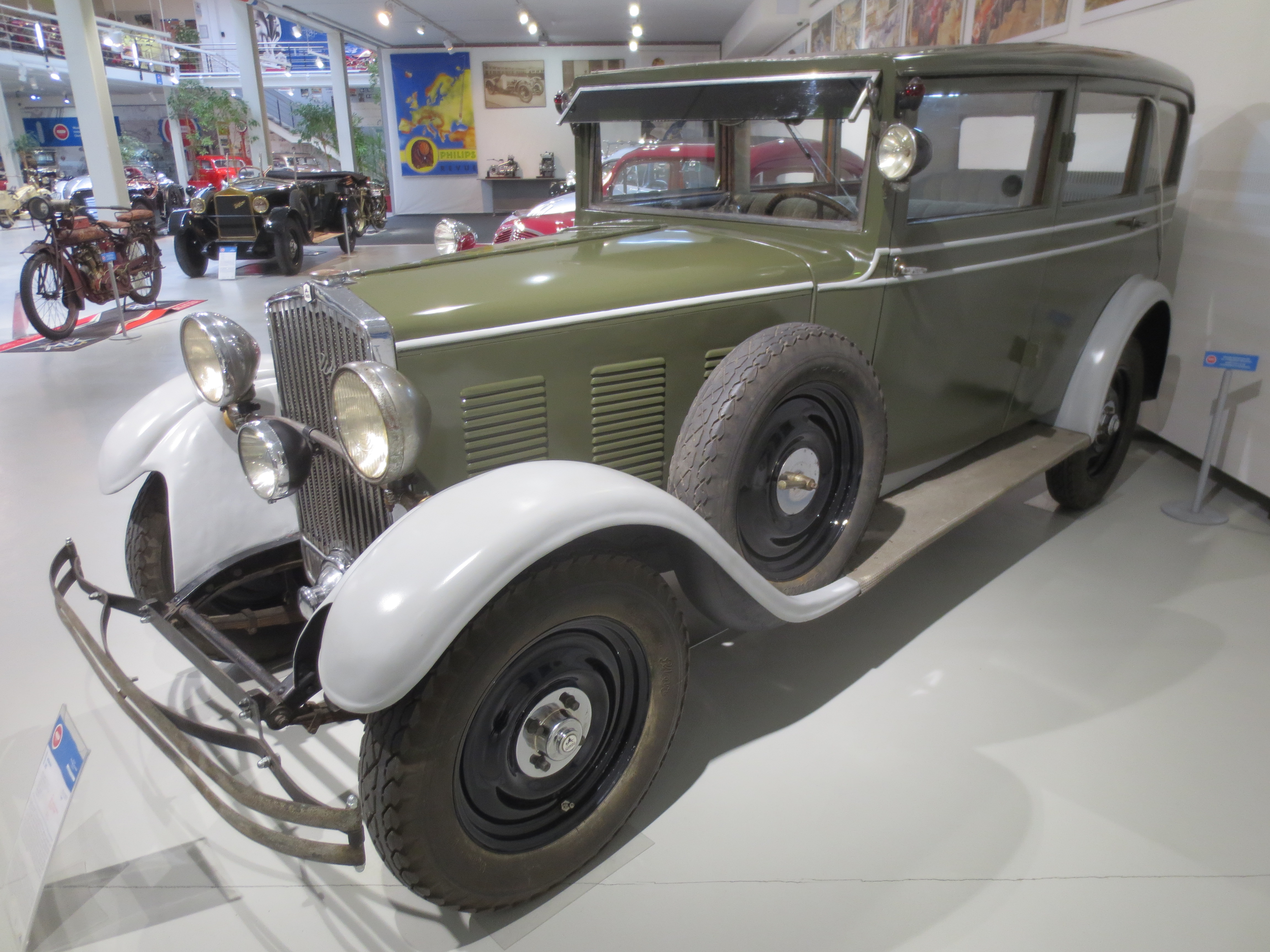
Wikov 35, šestimístný sedan (1931)
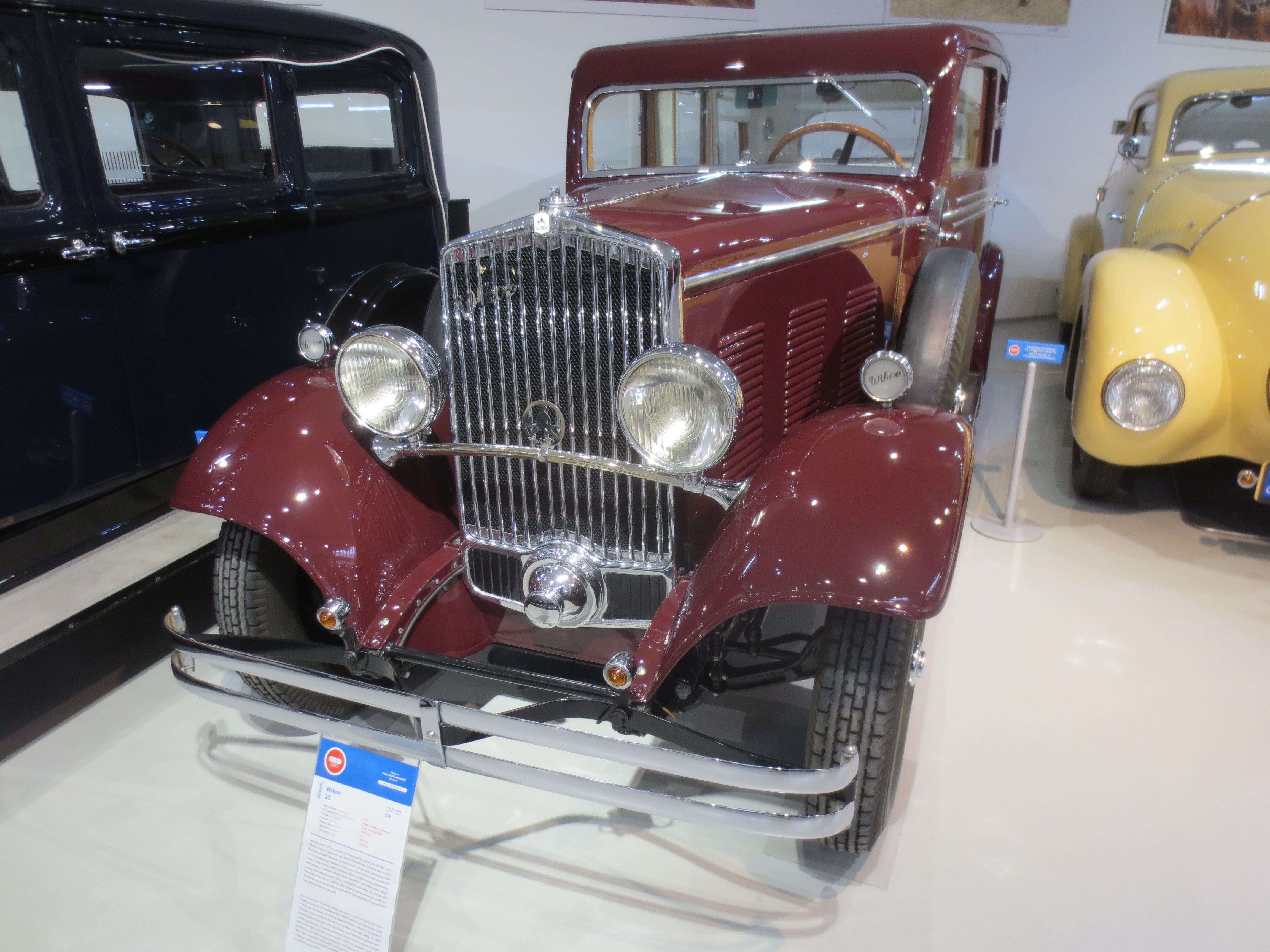
Wikov 35, sedan 4 dvéřový (1931)
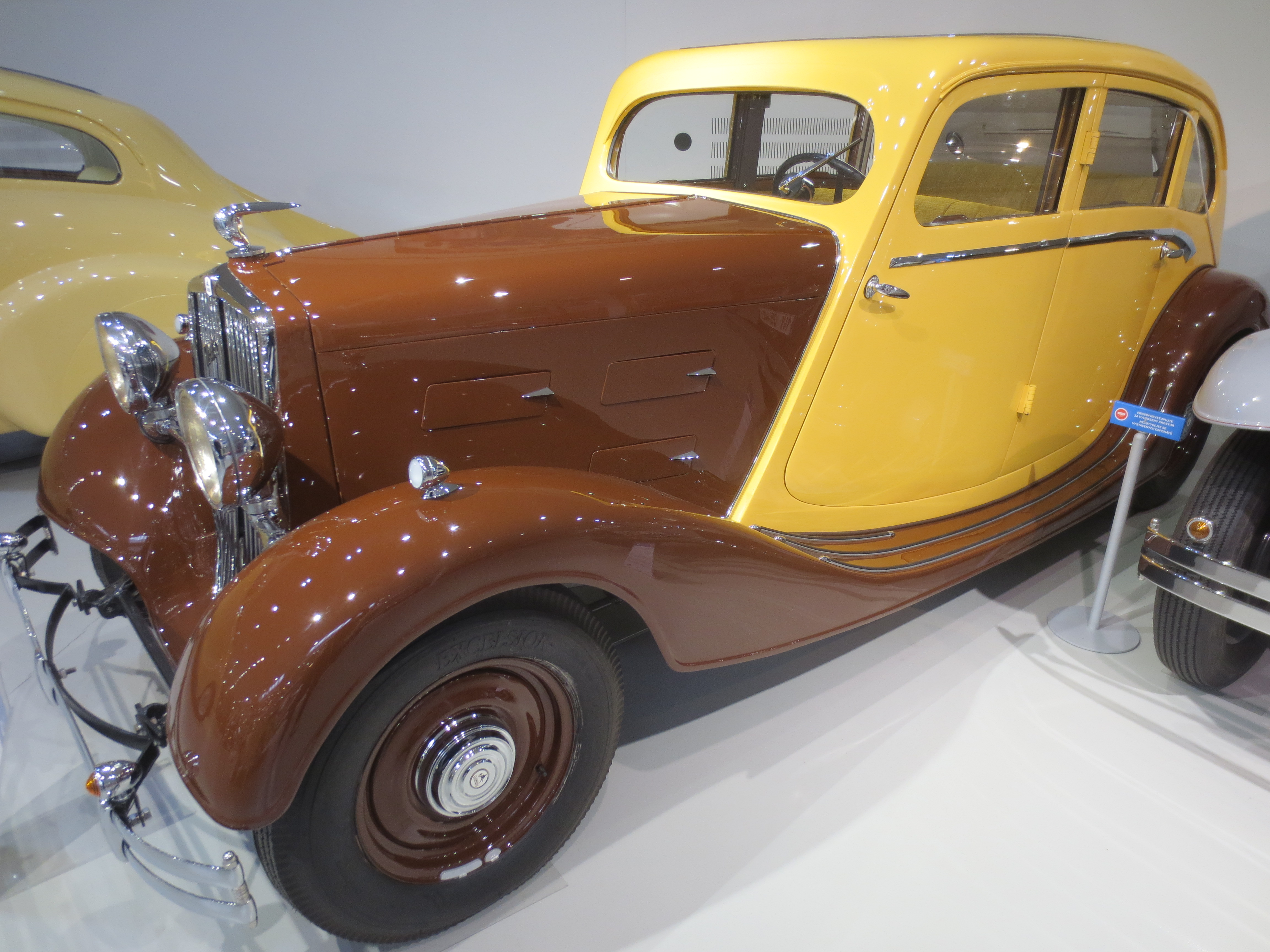
Wikov 35, sedan (1930–1934), Veteran Aréna Olomouc (2021)
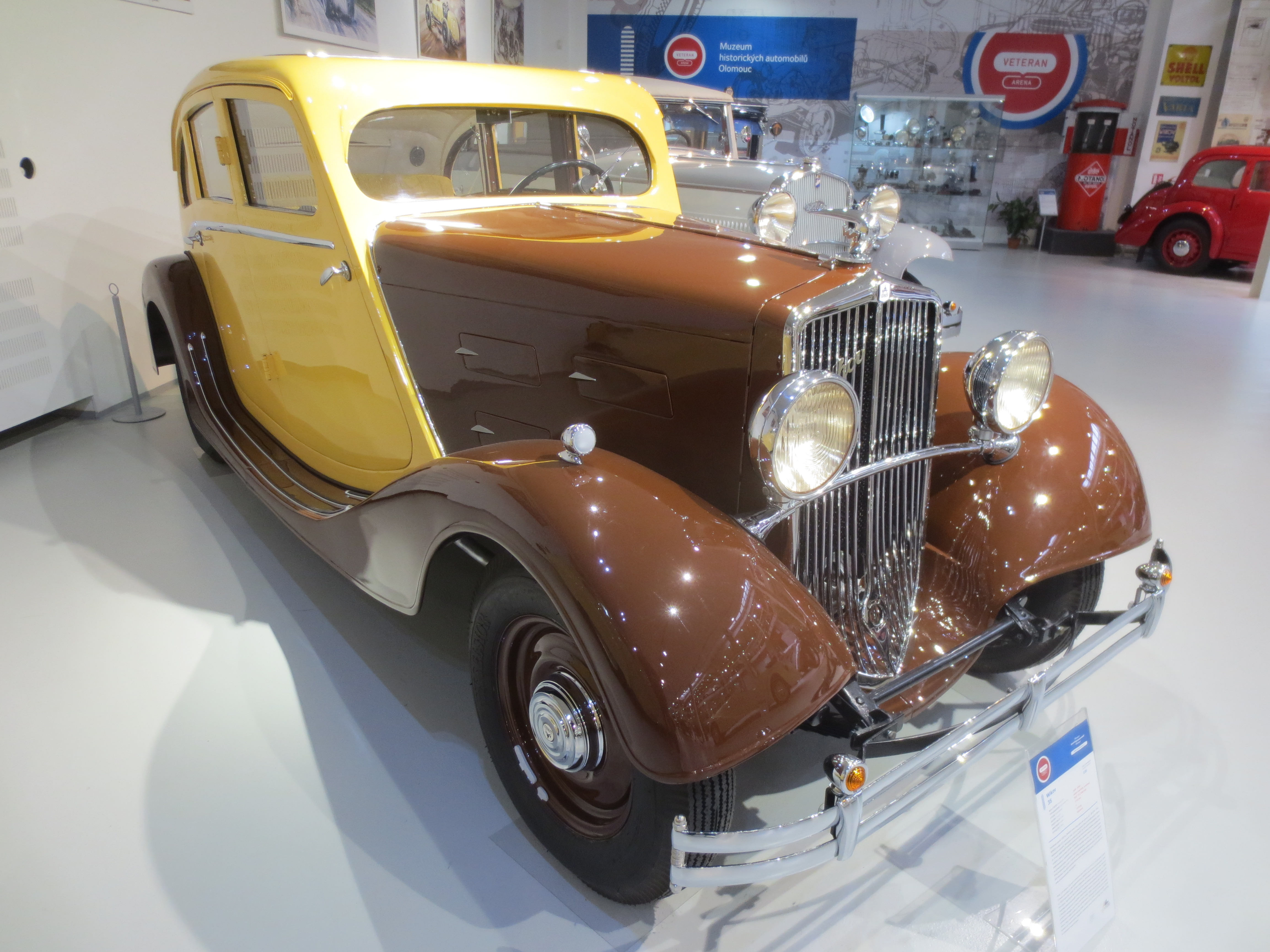
Wikov 35, sedan (1930-1934)
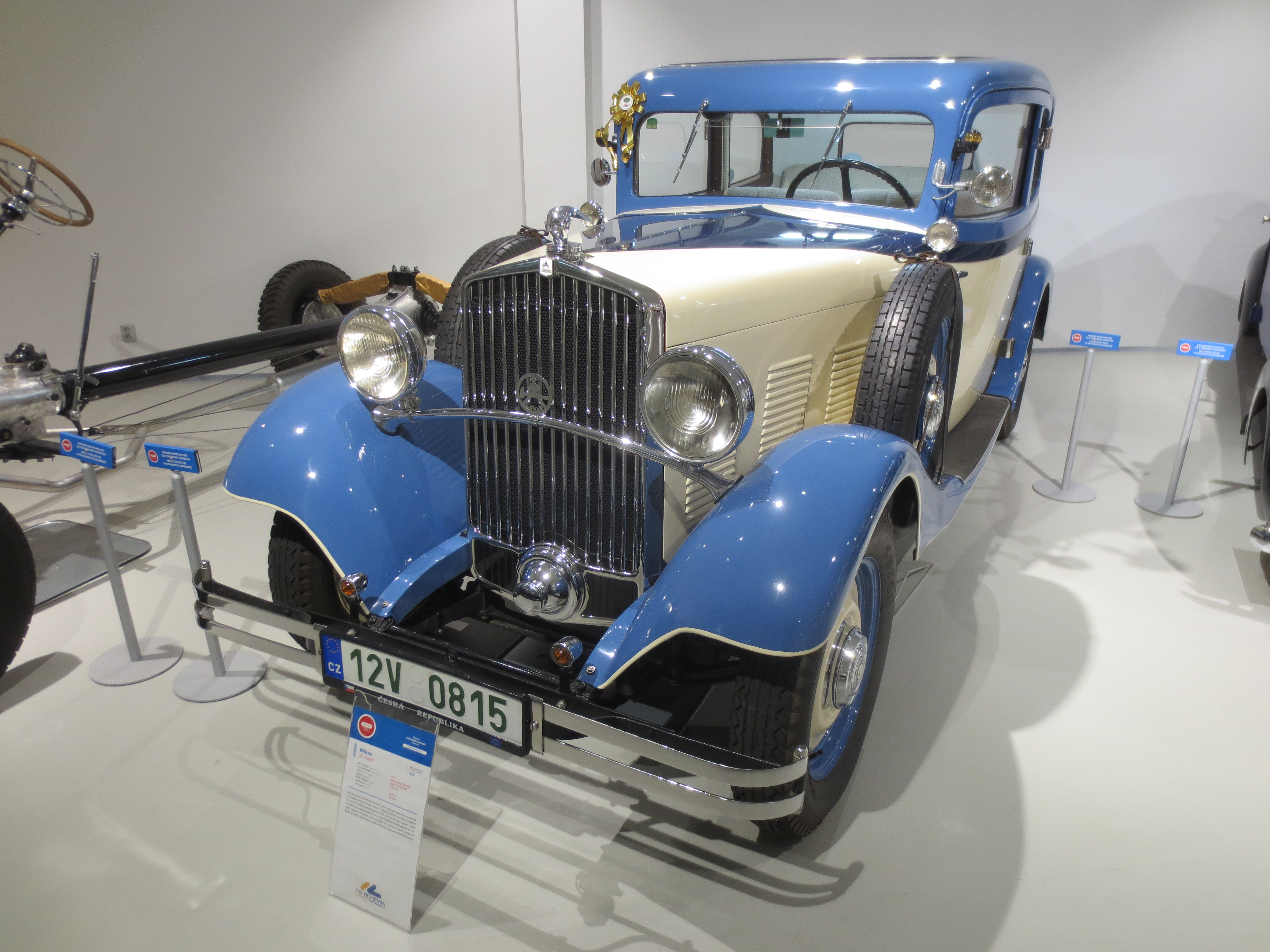
Wikov 35 "Labuť", conduite intérieure (1931), Veteran Aréna Olomouc (2021)
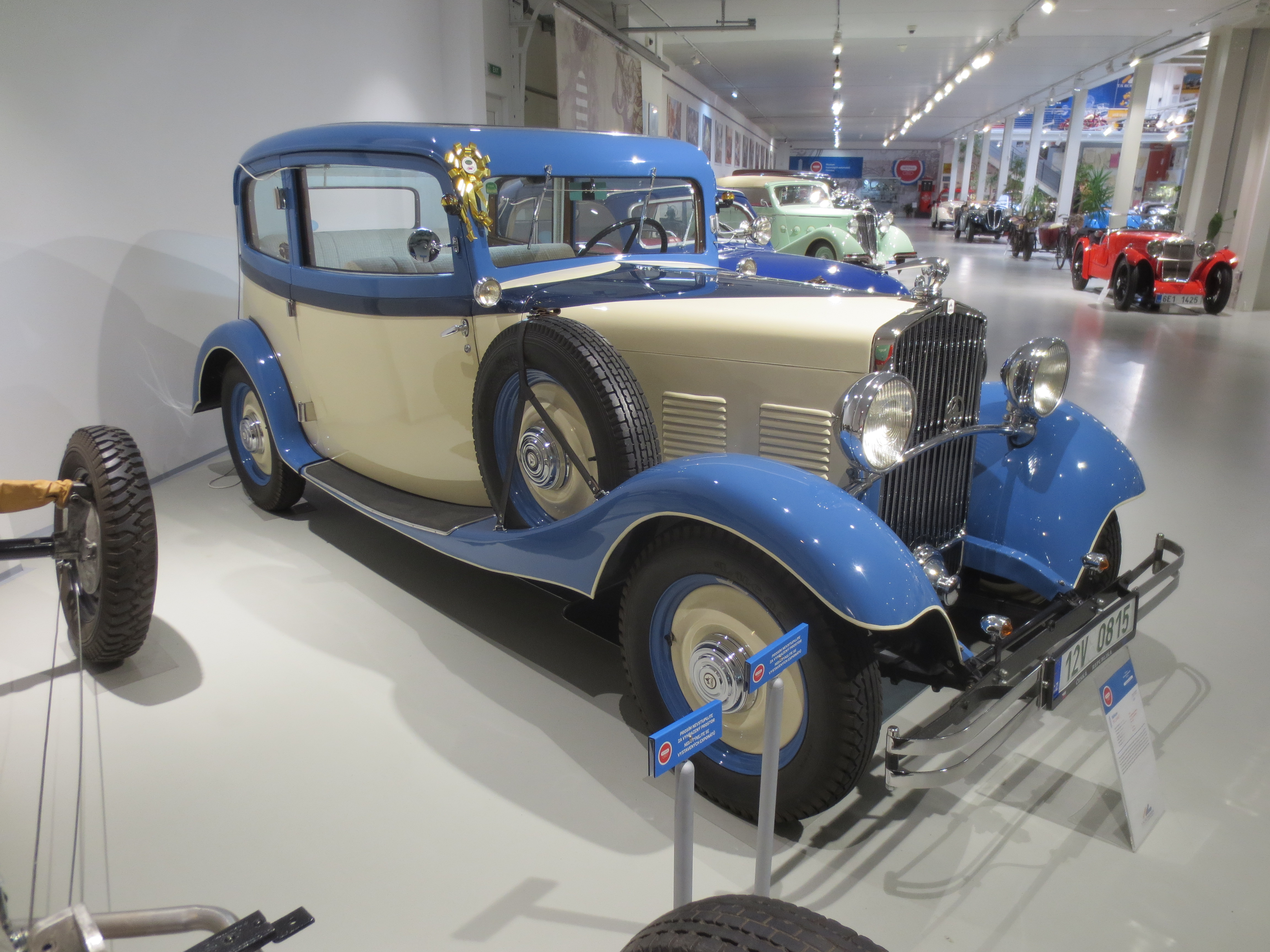
Wikov 35 "Labuť" (1931)
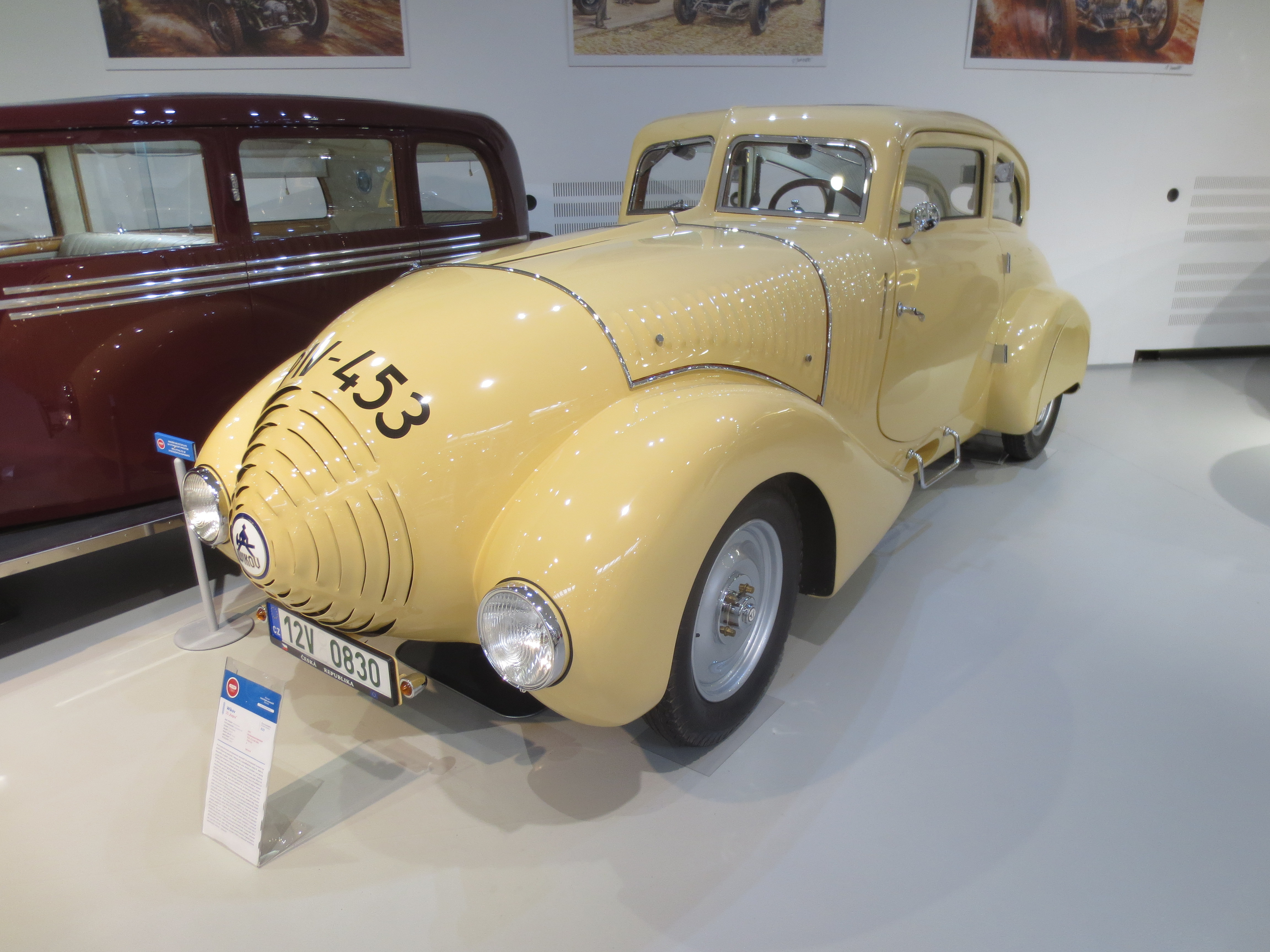
Wikov 35 Kapka (1931), byla znovu postavena na originálním podvozku s výrobním číslem 606 a se stejným originálním motorem s výrobním číslem 606 a jinými součástkami (bylo potřebné vyrobit dřevěnou konstrukci a plechovou kapotáž na auto)